# Davao Death Squad
Davao Death Squad (DDS) é um grupo de vigilantes da Cidade Davao. O grupo é acusado de ter realizado execuções sumárias de crianças de rua e indivíduos suspeitos de pequenos crimes e tráfico de drogas. Estima-se que o grupo seja responsável pela morte ou desaparecimento de entre 1.020 e 1.040 pessoas entre 1998 e 2008. Já em 2005, o Departamento de Estado dos Estados Unidos havia recebido relatórios da investigação da Comissão de Direitos Humanos sobre a suposta conexão da dinastia política de Rodrigo Duterte de Davao com os assassinatos. Seguiram-se investigações da Human Rights Watch e da Comissão Filipina de Direitos Humanos. O relatório de 2009 desta última mencionou a obstrução da polícia local sob Duterte, enquanto um documento vazado observou a falta de indignação pública entre os moradores de Davao.

## Métodos
Os membros do esquadrão da morte são geridos por oficiais de polícia em exercício ou por ex-policiais, de acordo com a Human Rights Watch. Esses policiais fornecem aos membros do grupo treinamento, armas e munições, motocicletas e informações sobre os alvos. As listas de alvos são elaboradas pela polícia ou funcionários do barangay (aldeia ou distrito). As informações podem incluir um nome, endereço e uma fotografia. As delegacias de polícia locais são previamente avisadas para facilitar os assassinatos e a fuga dos agressores. Testemunhas relataram que os policiais levaram um tempo surpreendentemente longo para responder aos incidentes, mesmo quando estes ocorreram nas proximidades das delegacias de polícia e os policiais não seguiram os procedimentos básicos de investigação, como coletar cápsulas de balas na rua. A Human Rights Watch informou que a tática padrão dos assassinos era chegar em pequenos grupos de dois ou três em motocicletas não licenciadas. As vítimas são esfaqueadas ou baleadas sem aviso prévio durante o dia em áreas públicas como bares, cafés, mercados, áreas comerciais, jeepneys ou triciclos e na presença de inúmeras testemunhas.

## Vítimas
Segundo um relatório de 2009 da Human Rights Watch, as vítimas eram em sua maioria supostos traficantes de drogas, pequenos criminosos e crianças de rua. A Anistia Internacional afirma que assassinatos e execuções extrajudiciais, principalmente de suspeitos de crimes, continuaram ao longo do ano. Em Mindanao, muitos desses assassinatos, incluindo os de menores, foram atribuídos ao grupo de vigilantes autodenominado "Davao Death Squad" (Esquadrão da Morte de Davao). Foi relatado que as autoridades locais em algumas áreas defendiam uma política de "atirar para matar" em relação a suspeitos de crimes que resistem à prisão.